# Blueberry Hill (film)
Blueberry Hill is een Vlaamse tragikomedie uit 1989 onder regie van Robbe De Hert. De titel verwijst naar het lied dat onder andere Glenn Miller en Fats Domino uitbrachten. De film werd in 1995 vervolgd met Brylcream Boulevard. Blueberry Hill won de Plateauprijzen voor beste Belgische film, beste film van de Benelux, beste Belgische acteur (Michael Pas) en beste Belgische regisseur.

## Verhaal
De leerlingen van het 5de jaar Metaal van het Sint-Jozefscollege bereiden zich voor op hun eindexamens in de jaren 50, maar dat gaat niet zonder slag of stoot. Robin De Hert (Michael Pas) heeft alleen maar aandacht voor Cathy (Babette van Veen), die opnieuw in zijn leven is gekomen. Zijn vriendin Jeanine (Hilde Heijnen) moet in de kledingzaak van haar ouders werken en kan niet uitgaan met Robin. In de klas zorgt hij voor onrust en buiten de school raakt hij altijd in de problemen. Zo zoekt hij toenadering tot Cathy, hoewel zij een Franse vriend heeft. Bovendien gaat Robin regelmatig op de vuist. Wanneer de leerlingen van het 5de jaar in discotheek Picasso slaags raken met een motorbende is de maat vol voor de sadistische schoolsecretaris en gaat hij zich persoonlijk bezighouden met het 5de jaar Metaal.

## Rolverdeling
| Acteur           | Personage                  |
| ---------------- | -------------------------- |
| Michael Pas      | Robin De Hert              |
| Babette van Veen | Cathy                      |
| Hilde Heijnen    | Jeanine                    |
| Frank Aendenboom | Meneer Verbiest            |
| Myriam Meszières | Mevrouw Claessens          |
| Ronny Coutteure  | Valère                     |
| Frank Dingenen   | De Stier                   |
| Bernard Faure    | Pastoor                    |
| Oliver Windross  | Rudy De Prins              |
| Gert Nevens      | Eddy Weemaes               |
| Bart Slegers     | Felix Zakowski             |
| Eric Clerckx     | Stafke De Schepper         |
| Aimé Ntibanoboka | Lumumba                    |
| Patje De Neve    | Perre                      |
| Stijn Meuris     | Bernard                    |
| Katrien Devos    | Turnlerares van de meisjes |
| Jaak Van Assche  | Lou De Hert                |
| Blanka Heirman   | Alice De Hert              |
| Laurens Kusters  | Jos De Hert                |
| Chris Lomme      | Lea Weemaes                |
| Koen Crucke      | Barkeeper van de Milord    |
| Walter Michiels  | Matroos                    |
| De Nieuwe Snaar  | Trio in de bar             |